# Volby do Slovenské národní rady 1976
Volby do Slovenské národní rady 1976 proběhly 22. a 23. října 1976.

## Volební výsledky
| Subjekt                        | Počet hlasů | Odevzdané v % | Platných hlasů | Platné v % | PM  |
| ------------------------------ | ----------- | ------------- | -------------- | ---------- | --- |
| Národní fronta Čechů a Slováků | 3 224 685   | 99, 8%        |                | %          | 150 |

Ve volbách mohlo volit celkem 3 230 779 oprávněných vloličů. 